# Michael Gallagher (kolarz)
Michael Gallagher (ur. 14 grudnia 1978) – australijski niepełnosprawny kolarz. Mistrz paraolimpijski z Pekinu w 2008 roku. Dwukrotny mistrz świata z 2006 roku.

## Medale Igrzysk Paraolimpijskich

### 2012
- - Kolarstwo - bieg pościgowy indywidualnie - C5

- - Kolarstwo - wyścig uliczny/trial na czas - C5

### 2008
- - Kolarstwo - bieg pościgowy indywidualnie - LC 1
- - Kolarstwo - wyścig uliczny - LC 1–2/CP 4